# Coopérative ouvrière des mataronais
La Coopérative ouvrière des mataronais est une coopérative située à Mataró.
Elle a été construite par l'architecte catalan Antoni Gaudí.

## Protection
La coopérative fait l’objet d’un classement en Espagne au titre de bien d'intérêt culturel depuis le 28 octobre 2008.